# 岡林信康アルバム第二集 見るまえに跳べ
『岡林信康アルバム第二集 見るまえに跳べ』（おかばやしのぶやすアルバムだいにしゅう みるまえにとべ）は、岡林信康が1970年6月1日にURCより発売したスタジオ・アルバム。

## 解説
”反戦フォークの歌手”というあらぬ存在に祭り挙げられてしまったことに嫌気が差し、人気絶頂の1969年9月に突如蒸発した岡林は、友人宅でボブ・ディランのアルバム『ライク・ア・ローリング・ストーン』を聴き込んでロックに目覚める。当時、ボブ・ディランはザ・バンドをバックに従えており、友人の小倉エージより、「はっぴいえんど（当時、ヴァレンタイン・ブルーと名乗っていた）をバックにして同じようなことをやったら面白いじゃないか」という提案もあり、早川義夫の制作の下に作り上げられた力作。
タイトルの「見るまえに跳べ」は、大江健三郎が1958年に出した短編集のタイトルから来ており、「一生懸命、見て考えていたら行動できない。まず行動することが大切だ」という考えの表現。また、収録曲の「堕天使ロック」の歌詞の一句から、アルバム・タイトルはとってあるとも書いてある。
URC社長の秦政明よりディレクターとして指名された早川は、1970年2月中旬、近江八幡の岡林の家に一週間ほど泊まりこみ、ディスカッションしたり、岡林の曲づくりの現場に立ち会ったりした。
URCとしては断トツのセールスを記録する。
当時岡林はURCのスターだったため、本人がスタジオ入りする前に、早川義夫とはっぴいえんどで仮唄と音合わせをして、本人が来て演奏はこういう感じで、じゃぁこれで決めてやりましょうという感じで進めていた。
ロックをレコーディングするという作業は難航して、技術者もよくわからず、洋楽をよく聴いて色々知っているはっぴいえんどの細野、大滝、松本に聞いたり、ドラムに毛布を被せて渋い音にしたりの試行錯誤だった。
ピアノ・オルガンに参加した渡辺勝は、斉藤哲夫が「いいピアノ弾きがいる」との紹介によるもので、ベースの稲葉正三とドラムの小川敏夫は武蔵野タンポポ団にいた若林純夫の紹介によるもの。はっぴいえんどより、この3人による岡林バンドのほうがいいバンドだったと斉藤哲夫は語っている。

### エピソード
このアルバムを発表した後に、岡林はバンドを従え日本縦断のコンサートを行った。北九州市と熊本市で開かれたステージに、デビュー前の海援隊が前座として出演。当時、こういった地方でのステージには、地元のアマチュアバンドが前座として出演するのが定番になっており、大先輩をくってやろうという思い上がりを、福岡のアマチュアグループは皆持っていた。先輩であるプロ歌手が出演する前にアマチュアがステージに立ってはりきった演奏をすると、いざプロ歌手本番の際には半分くらいの客が帰ることもしばしばで、それを前座組は「やったやった」と喜んでいたが、いざ岡林がステージに立ってみると、「とても太刀打ちできる相手ではない」と痛感した。「性と文化の革命」「私たちの望むものは」「おまわりさんに捧げる詩」などを歌い、次の「愛する人へ」では、生のステージで初めて感動し、「自由への長い旅」では岡林の世界に飲み込まれてしまったという。

## 収録曲

### Side A
1. 愛する人へ  –  (5:45)
  - 作詞・作曲：岡林信康
  - 後に結婚予定で当時付き合って別れた吉田日出子のことを歌っているとされている[5]、
  - 既にシングル化したバージョンと同じ。
2. おまわりさんに捧げる唄  –  (5:13)
  - 作詞・作曲：岡林信康
3. 性と文化の革命  –  (4:24)
  - 作詞・作曲：岡林信康
4. 自由への長い旅  –  (4:05)
  - 作詞・作曲：岡林信康
  - ピアノのイントロから入る語りかけるようなバージョンで、後にシングル化するバージョンでは、激しいバンドサウンドタイプに変わっている。
5. 私たちの望むものは  –  (6:34)
  - 作詞・作曲：岡林信康
  - 既にシングル化したバージョンとは異なり、イントロ無しで始まる。

### Side B
1. NHKに捧げる歌  –  (3:21)
  - 作詞：柏倉秀美  作曲:早川義夫
  - 早川義夫のファーストアルバム「かっこいいことはなんてかっこ悪いんだろう」からのカバー曲。
  - 発売禁止になった『ほんじゃまあおじゃまします』（後に「くそくらえ節」に改名）でも女性の合いの手が入っているが、デュエット曲としては初で吉田日出子と歌っている。
2. 堕天使ロック  –  (3:36)
  - 作詞・作曲：つげ春乱
  - ジャックスが歌っていたものをカバー。
  - 歌詞の中の「見る前に跳んでみようじゃないか」という一句から、アルバム・タイトルをとってある[7]。
3. ロールオーバー庫之助  –  (4:42)
  - 作詞・作曲：早川義夫
  - ジャックスが歌っていた「ロール・オーヴァーゆらの助」を改名してカバー。
4. ラブ・ゼネレーション  –  (5:25)
  - 作詞・作曲：早川義夫
  - ジャックスが歌っていたものをカバー。
  - この曲をきっかけに映画「日本の悪霊」の音楽監督として早川義夫が関わり、岡林と一緒に早川も出演している[12]。
  - 既にシングル化したバージョンと同じ。
5. 無用ノ介  –  (3:27)
  - 作詞：柏倉秀美  作曲:早川義夫
6. 今日をこえて  –  (4:28)
  - 作詞・作曲：岡林信康
  - アルバム『わたしを断罪せよ 岡林信康フォーク・アルバム第一集』にも収録されているが、前作ではつのだひろがドラムを叩いており、ジャズっぽくて、ロックとしては違和感があった。当時は手探り状態でやってたので、それでよしとしたが、はっぴいえんどと出会ったことで、もう一回ちゃんと録ろうという気持ちになって再録音になった[13]。後に同じバージョンでシングル化する。

## レコーディング・メンバー

### 愛する人へ
- 唄・ギター  –  岡林信康
- はっぴいえんど
  - ベース  –  細野晴臣
  - サイドギター  –  大滝栄一[14]
  - リードギター  –  鈴木茂
  - ドラム  –  松本隆
- オルガン  –  渡辺勝

### おまわりさんに捧げる唄
- 唄・ギター  –  岡林信康
- はっぴいえんど

### 性と文化の革命
- 唄・ギター  –  岡林信康
- はっぴいえんど

### 自由への長い旅
- 唄・ギター  –  岡林信康
- ベース  –  細野晴臣、稲葉正三
- ドラム  –  小川敏夫
- オルガン・ピアノ  –  渡辺勝

### 私たちの望むものは
- 唄・ギター  –  岡林信康
- ベース  –  細野晴臣、稲葉正三
- ドラム  –  小川敏夫
- ピアノ  –  渡辺勝

### NHKに捧げる歌
- 唄・ギター  –  岡林信康
- 唄  –  吉田日出子

### 堕天使ロック
- 唄・ギター  –  岡林信康
- はっぴいえんど

### ロールオーバー庫之助
- 唄・ギター  –  岡林信康
- はっぴいえんど

### ラブ・ゼネレーション
- 唄・ギター  –  岡林信康
- はっぴいえんど

### 無用ノ介
- 唄・ギター  –  岡林信康
- フルート  –  木田高介

### 今日をこえて
- 唄・ギター  –  岡林信康
- はっぴいえんど

### スタッフ
- ディレクター  –  早川義夫
- プロデュース  –  秦政明

## 発売履歴
| 発売日         | レーベル         | 規格 | 規格品番  | 備考                                         |
| -------------- | ---------------- | ---- | --------- | -------------------------------------------- |
| 1970年6月1日   | URCレコード      | LP   | URG-4001  |                                              |
| 1976年10月25日 | URCレコード      | LP   | UX-8004   | 販売元は東宝レコード。                       |
| 1980年         | SMSレコード      | LP   | SM22-4102 |                                              |
| 1992年12月2日  | 東芝EMI          | CD   | TOCT-6872 |                                              |
| 2008年8月22日  | ディスクユニオン | CD   | FJ-1002   | 2008年デジタルリマスター盤、紙ジャケット仕様 |
| 2013年3月20日  | ディスクユニオン | CD   | ONL-1002  | 2008年デジタルリマスター盤                   |